# Whittington Castle
Whittington Castle är ett slott i Storbritannien.   Det ligger i grevskapet Shropshire i riksdelen England, i den södra delen av landet, 250 km nordväst om huvudstaden London. Whittington Castle ligger 93 meter över havet.
Terrängen runt Whittington Castle är platt åt sydost, men åt nordväst är den kuperad. Terrängen runt Whittington Castle sluttar österut. Runt Whittington Castle är det ganska tätbefolkat, med 139 invånare per kvadratkilometer. Närmaste större samhälle är Wrexham, 19,3 km norr om Whittington Castle. Trakten runt Whittington Castle består till största delen av jordbruksmark.